# 패럴론판

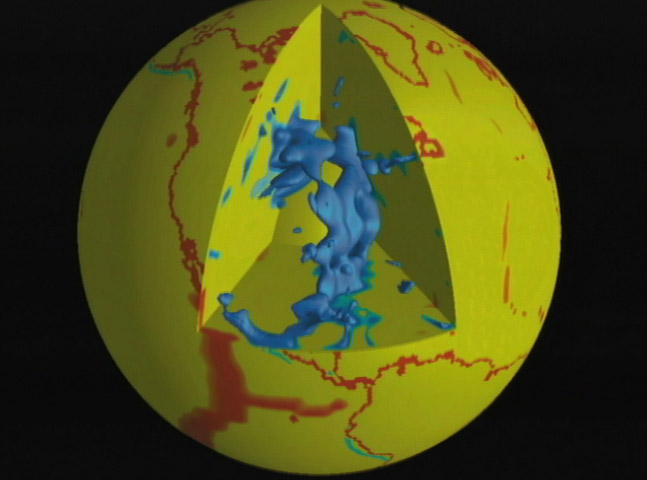
나사에서 예측한 맨틀 속 패럴론판의 시뮬레이션 이미지

패럴론판(Farallon Plate)은 쥐라기에 판게아가 분열되면서 북아메리카 판 밑으로 섭입했던 판이다. 판의 이름은 샌프란시스코 서쪽의 패럴론 제도에서 따왔다.
패럴론판은 남서부 북아메리카 판 밑으로 섭입하여 사라졌으며 그 나머지가 후안데푸카 판, 익스플로러 판, 고르다 판, 코코스 판, 나스카 판이다.
패럴론판은 매우 작은 각도로 섭입하여 로키산맥 남부 일대의 조산운동을 일으켰다. 북아메리카 판 밑으로 들어간 패럴론판은 현재 동부 북아메리카 아래의 맨틀 속에 위치할 것으로 여겨진다.
패럴론판은 오래된 호상열도와 대륙 지각성 물질을 북아메리카 판으로 옮겨와 부가체를 형성하였을 것으로 생각되며 북아메리카 서부의 많은 부분이 부가체로 이루어져있다.

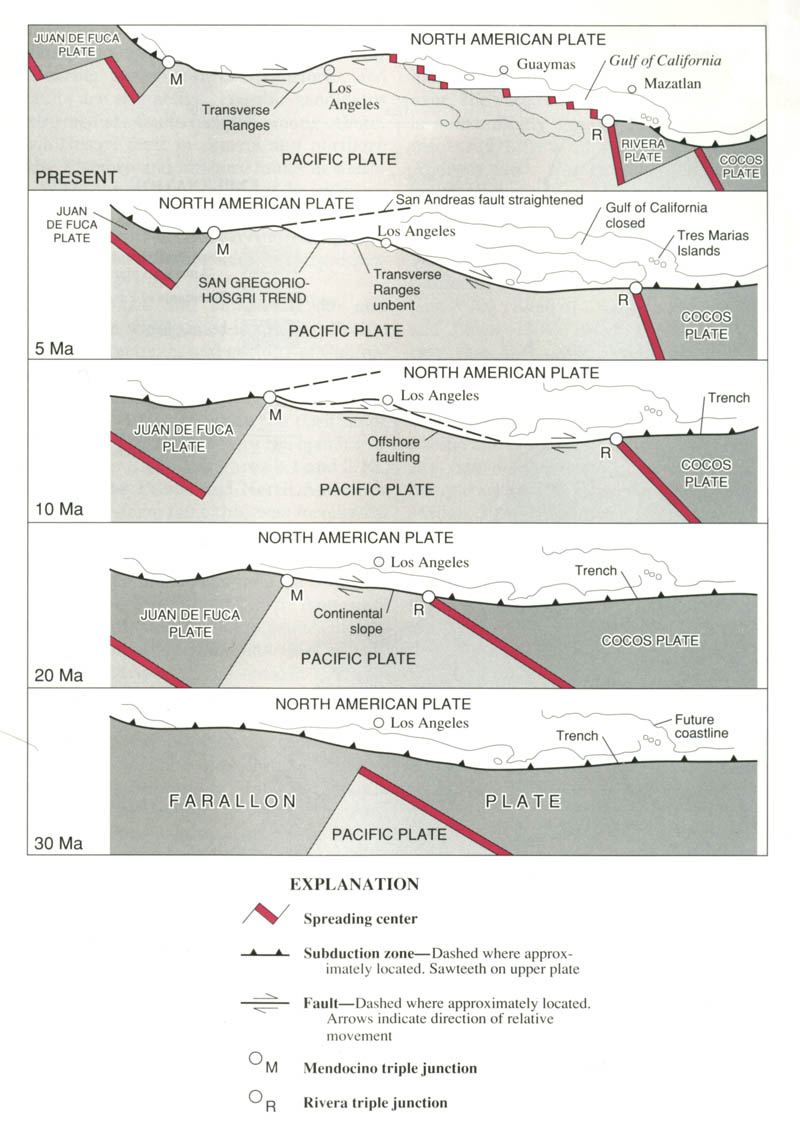
패럴론판으로부터의 후안데푸카판, 코코스판, 산안드레아스 단층의 형성

## 같이 보기
- 쿨라판
- 태평양-패럴론 해령
- 쿨라–패럴론 해령
- 이자나기판
- 산안드레아스 단층

## 참고
- Schellart, W. P.; Stegman, D. R.; Farrington, R. J.; Freeman, J.; Moresi, L. (2010년 7월 16일). “Cenozoic Tectonics of Western North America Controlled by Evolving Width of Farallon Slab”. 《Science》 329 (5989): 316–319. doi:10.1126/science.1190366. PMID 20647465.
- Schmid, C.; Goes, S.; van der Lee, S.; Giardini, D (2002). “Fate of the Cenozoic Farallon slab from a comparison of kinematic thermal modeling with tomographic images” (PDF). 《Earth Planet. Sci. Lett.》 204: 17–32. 2010년 6월 22일에 원본 문서 (PDF)에서 보존된 문서. 2012년 4월 9일에 확인함.
- “1억5천만년 전부터 현재까지 판의 움직임”. 노르웨이 지질조사국. 2011년 7월 23일에 원본 문서에서 보존된 문서. 2012년 4월 9일에 확인함.